# Perizoma plumbinotata
Perizoma plumbinotata är en fjärilsart som beskrevs av W. Warren 1904. Perizoma plumbinotata ingår i släktet Perizoma och familjen mätare. Inga underarter finns listade i Catalogue of Life.